# Gare de Saint-Denis - Jargeau
La gare de Saint-Denis - Jargeau est une gare ferroviaire française de la ligne d'Orléans à Gien, située sur le territoire de la commune de Saint-Denis-de-l'Hôtel, dans le département du Loiret, en région Centre-Val de Loire.
Elle est fermée au service des voyageurs, comme la ligne, depuis 1939. Un projet prévoit une réouverture de ce service en 2021.

## Géographie
La gare est située dans la région naturelle du Val de Loire, à environ 500 mètres de la rive droite de la Loire, sur le territoire de la commune de Saint-Denis-de-l'Hôtel, à environ 1 km du centre-ville de Jargeau.

## Situation ferroviaire
Établie à 112 mètres d'altitude, la gare Saint-Denis - Jargeau est située au point kilométrique 139,523 de la ligne d'Orléans à Gien entre les gares de Chécy - Mardié (à 7 km vers l'Ouest) et de Châteauneuf-sur-Loire (à 8 km vers l'Est).

## Histoire
La suppression du trafic voyageur intervient le 15 mai 1939.

## Projet de réouverture
Depuis 1993, plusieurs projets de réouverture de la ligne aux voyageurs sont étudiés,.